# Intel Xeon (Sapphire Rapids)
Mit über einem Jahr Verspätung wurde am 10. Januar 2023 die vierte Generation der „Intel Scalable Processors“ vorgestellt. Sie löst die Ice Lake-Generation für 1-2 Sockel Server und die Cooper Lake-Generation für 4-8 Sockel Server ab. Es kommen sogenannte „Golden Cove“ CPU-Kerne aus dem 10nm++ bzw. SuperFIN / Intel 7 Fertigungsprozess zum Einsatz, die auf der Intel-Alder-Lake-Mikroarchitektur basieren.

## Technik
Im Unterschied zu den Core-Modellen aus der Alder-Lake Baureihe kommen bei den Scalable-Processor-Xeons keine Effizienz-Kerne zum Einsatz. Erstmalig werden die Server-CPUs aus mehreren „Chips“ bzw. „Tiles“ / „Dies“ über EMIB-Brücken (Embedded Multi-Die Interconnect Bridge) zusammengesetzt, um eine höhere Kernanzahl zu erreichen, es gibt einen MCC-Chip, der bis zu 34 (max. 32 aktiv in 7x5 Anordnung) Kerne enthält sowie XCC-Varianten, die aus 4 „Tiles“ zusammengesetzt sind und bis zu 64 Kernen (maximal 60 aktiv, in 4x4 Anordnung) enthalten.
| Variante        | Kerne (max.) | Anzahl Chiplets | Fläche Chiplet          | Fläche Package gesamt     |
| --------------- | ------------ | --------------- | ----------------------- | ------------------------- |
| MCC             | 032          | 4× 1            | ca. 490 mm²             | ca. 0490 mm²              |
| XCC             | 015          | 4× 4            | ca. 400 mm²             | ca. 1600 mm²              |
| MAX – XCC HBM2e | 015 000      | 4× 4 4× 8       | ca. 400 mm² ca. 073 mm² | ca. 1600 mm² ca. 2320 mm² |

Arbeitsspeicher
Hier wird es erstmalig auch CPU-Varianten unter dem Handelsnamen „Xeon Max“ geben, die 64 GByte High Bandwidth Memory (HBM2e) integriert haben.
Dieser HBM kann in unterschiedlichen Modi genutzt werden:
- als einziger Hauptspeicher (dann in der maximalen Speichergröße stark begrenzt auf 64 GB)
- als zusätzliche DRAM-Kanäle neben den 8 normalen Kanälen mit DIMM-Steckplätzen (dann sind weitere Eingriffe nötig, um dies für die Applikationen nutzbar zu machen)
- als Cache vor den normalen 8 DRAM-Kanälen (den DIMM-Modulen)

Die Anzahl der DDR-Kanäle ist gegenüber der letzten Generation von 6 auf 8 gestiegen, es wird anstelle von DDR4 in der letzten Xeon-Generation nun DDR5-Speicher unterstützt, d
Die maximale Taktfrequenz der DDR5-Kanäle liegt bei 4800 MHz, die aggregierte Speicherbandbreite je Sockel steigt damit auf 8 x 48,0 GB/s, zusammen 384 GB/s.
In maximal der Hälfte der 8 DDR5-Kanäle können auch Optane PMem 300 series – persistent Memory-Module gesteckt werden.
- Es können Software Guard Extension (SGX) – Hauptspeicher Enklaven mit einer Größe von bis zu 512 GByte Größe genutzt werden

Wegen der gestiegenen Anzahl von Speicherkanälen wird ein neuer Sockel „E“, der LGA4677 notwendig.
Dies führt auch dazu, dass eine neue Server-Plattform „Fox Creek Pass“ für diese CPU's genutzt werden muss, die bisherigen Server können also kein CPU-Upgrade erhalten.
Als Chipsatz kommen neue C741 Codename Emmitsburg zum Einsatz, der mit einer DMI Generation 3 an die erste CPU angebunden ist.
Je CPU werden 80 Lanes PCIe 5.0 herausgeführt. Diese sind auch in Mehrsockelsystemen verfügbar,
so dass die Ein-/Ausgabebandbreite linear mit der Anzahl der Sockel steigt.
Über die PCIe 5.0 Lanes kann das CXL 1.1 Protokoll genutzt werden, um externen Memory (persistent oder flüchtig) anzuschließen.
Die Speicherhierarchie wird damit bei den Xeons komplex:
1. CPU-Register
2. 1st + 2nd-Level-Cache je Kern
3. gemeinsamer 3rd-Level-Cache
4. optional bei der MAX-Baureihe der HBM2e-DDR-Speicher, entweder als 4th-Level-Cache oder als Zusatz DDR-Kanäle
5. die 8 Kanäle DDR5-Speicher, entweder flüchtig oder teilweise mit Optane persistenten Speicher, dann aber langsamer
6. optional entfernter CXL-Speicher über CXL 1.1 – PCIe 5.0
7. persistente NVMe-Geräte über PCIe 5.0
8. langsamere Speichergeräte über Erweiterungsbusse wie SAS, SATA

Es stellt sich die Frage, ob alle diese Schichten nutzbringend von existierenden Anwendungen verwendet werden können.
Je CPU sind bis zu 4 UPI-Kanäle (UPI 2.0) mit 16 GT/s vorhanden, um Mehrsockelsysteme zu verbinden.
Es kommt bei der 4. Generation wieder eine Befehlssatzerweiterung hinzu: die Advanced Matrix Extension (AMX), die selbst eine Erweiterung der AVX-512-Rechenwerke sind.
Von Intel beworben werden eine Reihe von Hardware-Beschleuniger-Bausteinen in den CPUs:
- die schon länger bekannte QAT – Quick Assist Technology (Kryptografie-Beschleuniger)
- DLB – Dynamic Load Balancer
- DSA – Data Streaming Accelerator
- IAA – In-Memory Analytics Accelerator

Diese Schaltungen sind aber jeweils nicht in allen Modellen vorhanden bzw. in unterschiedlichen Anzahlen vorhanden.
Der maximale Hauptspeicherausbau beträgt 4 TB RAM je Sockel bei der Verwendung von 256-GB-DIMM-Modulen und ist nicht mehr modellspezifisch.

## Modelle

### Namenssystematik
1. Stelle: Verkaufsklasse – Bronze (3), Silver (4), Gold (5,6), Platinum (8), MAX (9)
2. Stelle: Generation (4)
3.+4. Stelle: Modellnummer
Buchstabe:
- H: Virtualisierungs optimiert
- P: IaaS optimiert
- Q: Flüssigkeitskühlung
- N: Netzwerkoptimiert
- M: Media optimiert
- S: Storage & Hyperconverged optimiert
- T: Verlängerter Lebenszyklus
- V: SaaS optimiert
- U: Einsockelvariante
- Y: Unterstützt Intel® Speed Select Technology – Performance Profile (Intel® SST-PP) 2.0

Die unterschiedlichen Optimierungen bedeuten unterschiedliche Anzahlen von Beschleuniger-Schaltungen im Chip.
| Produkt Name    | Erhältlich | Chip-Variante | UPI-Links | Max. Sockel | Anz Kerne | Max Turbo Frequenz | Basis Frequenz | Cache    | TDP   |
| --------------- | ---------- | ------------- | --------- | ----------- | --------- | ------------------ | -------------- | -------- | ----- |
| Bronze 3408U    | Q1'23      | MCC           | 0         | 1           | 8         | 1.90 GHz           | 1.80 GHz       | 22.5 MB  | 125 W |
| Silver 4410T    | Q1'23      | MCC           | 2         | 2           | 10        | 4.00 GHz           | 2.70 GHz       | 26.25 MB | 150 W |
| Silver 4410Y    | Q1'23      | MCC           | 2         | 2           | 12        | 3.90 GHz           | 2.00 GHz       | 30 MB    | 150 W |
| Silver 4416+    | Q1'23      | MCC           | 2         | 2           | 20        | 3.90 GHz           | 2.00 GHz       | 37.5 MB  | 165 W |
| Gold 5411N      | Q1'23      | MCC           | 3         | 1           | 24        | 3.90 GHz           | 1.90 GHz       | 45 MB    | 165 W |
| Gold 5412U      | Q1'23      | MCC           | 0         | 1           | 24        | 3.90 GHz           | 2.10 GHz       | 45 MB    | 185 W |
| Gold 5415+      | Q1'23      | MCC           | 3         | 2           | 8         | 4.10 GHz           | 2.90 GHz       | 22.5 MB  | 150 W |
| Gold 5416S      | Q1'23      | MCC           | 3         | 2           | 16        | 4.00 GHz           | 2.00 GHz       | 30 MB    | 150 W |
| Gold 5418N      | Q1'23      | MCC           | 3         | 2           | 24        | 3.80 GHz           | 1.80 GHz       | 45 MB    | 165 W |
| Gold 5418Y      | Q1'23      | MCC           | ?         | ?           | 24        | 3.80 GHz           | 2.00 GHz       | 45 MB    | 185 W |
| Gold 5420+      | Q1'23      | MCC           | 3         | 2           | 28        | 4.10 GHz           | 2.00 GHz       | 52.5 MB  | 205 W |
| Gold 5423N      | Q1'23      | LCC           | ?         | ?           | 20        | 4.00 GHz           | 2.10 GHz       | 37.5 MB  | 145 W |
| Gold 5433N      | Q1'23      | LCC           | ?         | ?           | 20        | 4.10 GHz           | 2.30 GHz       | 37.5 MB  | 160 W |
| Gold 6403N      | Q3'23      | MCC           | ?         | ?           | 24        | 3.60 GHz           | 1.90 GHz       | 45 MB    | 185 W |
| Gold 6414U      | Q1'23      | XCC           | 0         | 1           | 32        | 3.40 GHz           | 2.00 GHz       | 60 MB    | 250 W |
| Gold 6416H      | Q1'23      | MCC           | 3         | 4           | 18        | 4.20 GHz           | 2.20 GHz       | 45 MB    | 165 W |
| Gold 6418H      | Q1'23      | MCC           | 3         | 4           | 24        | 4.00 GHz           | 2.10 GHz       | 60 MB    | 185 W |
| Gold 6421N      | Q1'23      | MCC           | 3         | 1           | 32        | 3.60 GHz           | 1.80 GHz       | 60 MB    | 185 W |
| Gold 6423N      | Q3'23      | MCC           | ?         | ?           | 28        | 3.60 GHz           | 2.00 GHz       | 52.5 MB  | 195 W |
| Gold 6426Y      | Q1'23      | MCC           | 3         | 2           | 16        | 4.10 GHz           | 2.50 GHz       | 37.5 MB  | 185 W |
| Gold 6428N      | Q1'23      | MCC           | 3         | 2           | 32        | 3.80 GHz           | 1.80 GHz       | 60 MB    | 185 W |
| Gold 6430       | Q1'23      | XCC           | 3         | 2           | 32        | 3.40 GHz           | 2.10 GHz       | 60 MB    | 270 W |
| Gold 6433N      | Q3'23      | MCC           | ?         | ?           | 32        | 3.60 GHz           | 2.00 GHz       | 60 MB    | 205 W |
| Gold 6433NE     | Q3'23      | MCC           | ?         | ?           | 32        | 3.60 GHz           | 2.00 GHz       | 60 MB    | 205 W |
| Gold 6434       | Q1'23      | MCC           | 3         | 2           | 8         | 4.10 GHz           | 3.70 GHz       | 22.5 MB  | 195 W |
| Gold 6434H      | Q1'23      | MCC           | 3         | 4           | 8         | 4.10 GHz           | 3.70 GHz       | 22.5 MB  | 195 W |
| Gold 6438M      | Q1'23      | MCC           | 3         | 2           | 32        | 3.90 GHz           | 2.20 GHz       | 60 MB    | 205 W |
| Gold 6438N      | Q1'23      | MCC           | 3         | 2           | 32        | 3.60 GHz           | 2.00 GHz       | 60 MB    | 205 W |
| Gold 6438Y+     | Q1'23      | MCC           | 3         | 2           | 32        | 4.00 GHz           | 2.00 GHz       | 60 MB    | 205 W |
| Gold 6442Y      | Q1'23      | MCC           | 3         | 2           | 24        | 4.00 GHz           | 2.60 GHz       | 60 MB    | 225 W |
| Gold 6443N      | Q3'23      | MCC           | ?         | ?           | 32        | 3.60 GHz           | 2.00 GHz       | 60 MB    | 195 W |
| Gold 6444Y      | Q1'23      | MCC           | 3         | 2           | 16        | 4.00 GHz           | 3.60 GHz       | 45 MB    | 270 W |
| Gold 6448H      | Q1'23      | MCC           | 3         | 4           | 32        | 4.10 GHz           | 2.40 GHz       | 60 MB    | 250 W |
| Gold 6448Y      | Q1'23      | MCC           | 3         | 2           | 32        | 4.10 GHz           | 2.10 GHz       | 60 MB    | 225 W |
| Gold 6454S      | Q1'23      | XCC           | 4         | 2           | 32        | 3.40 GHz           | 2.20 GHz       | 60 MB    | 270 W |
| Gold 6458Q      | Q1'23      | MCC           | 3         | 2           | 32        | 4.00 GHz           | 3.10 GHz       | 60 MB    | 350 W |
| Platinum 8444H  | Q1'23      | XCC           | 4         | 8           | 16        | 4.00 GHz           | 2.90 GHz       | 45 MB    | 270 W |
| Platinum 8450H  | Q1'23      | XCC           | 4         | 8           | 28        | 3.50 GHz           | 2.00 GHz       | 75 MB    | 250 W |
| Platinum 8452Y  | Q1'23      | XCC           | 4         | 2           | 36        | 3.20 GHz           | 2.00 GHz       | 67.5 MB  | 300 W |
| Platinum 8454H  | Q1'23      | XCC           | 4         | 8           | 32        | 3.40 GHz           | 2.10 GHz       | 82.5 MB  | 270 W |
| Platinum 8458P  | Q1'23      | XCC           | 3         | 2           | 44        | 3.80 GHz           | 2.70 GHz       | 82.5 MB  | 350 W |
| Platinum 8460H  | Q1'23      | XCC           | 4         | 8           | 40        | 3.80 GHz           | 2.20 GHz       | 105 MB   | 330 W |
| Platinum 8460Y+ | Q1'23      | XCC           | 4         | 2           | 40        | 3.70 GHz           | 2.00 GHz       | 105 MB   | 300 W |
| Platinum 8461V  | Q1'23      | XCC           | 0         | 1           | 48        | 3.70 GHz           | 2.20 GHz       | 97.5 MB  | 300 W |
| Platinum 8462Y+ | Q1'23      | XCC           | 3         | 2           | 32        | 4.10 GHz           | 2.80 GHz       | 60 MB    | 300 W |
| Platinum 8468   | Q1'23      | XCC           | 4         | 2           | 48        | 3.80 GHz           | 2.10 GHz       | 105 MB   | 350 W |
| Platinum 8468H  | Q1'23      | XCC           | 4         | 8           | 48        | 3.80 GHz           | 2.10 GHz       | 105 MB   | 330 W |
| Platinum 8468V  | Q1'23      | XCC           | 3         | 2           | 48        | 3.80 GHz           | 2.40 GHz       | 97.5 MB  | 330 W |
| Platinum 8470   | Q1'23      | XCC           | 4         | 2           | 52        | 3.80 GHz           | 2.00 GHz       | 105 MB   | 350 W |
| Platinum 8470N  | Q1'23      | XCC           | 4         | 2           | 52        | 3.60 GHz           | 1.70 GHz       | 97.5 MB  | 300 W |
| Platinum 8470Q  | Q1'23      | XCC           | 4         | 2           | 52        | 3.80 GHz           | 2.10 GHz       | 105 MB   | 350 W |
| Platinum 8471N  | Q1'23      | XCC           | 4         | 1           | 52        | 3.60 GHz           | 1.80 GHz       | 97.5 MB  | 300 W |
| Platinum 8480+  | Q1'23      | XCC           | 4         | 2           | 56        | 3.80 GHz           | 2.00 GHz       | 105 MB   | 350 W |
| Platinum 8480C  | Q1'23      | ?             | ?         | ?           | 56        | 3.80 GHz           | 2.00 GHz       | 105 MB   | 350 W |
| Platinum 8490H  | Q1'23      | XCC           | 4         | 8           | 60        | 3.50 GHz           | 1.90 GHz       | 112.5 MB | 350 W |
| Max 9460        | Q1'23      | XCC           | 3         | 2           | 32        | 3.50 GHz           | 2.70 GHz       | 75 MB    | 350 W |
| Max 9462        | Q1'23      | XCC           | 3         | 2           | 40        | 3.50 GHz           | 2.20 GHz       | 97,5 MB  | 350 W |
| Max 9468        | Q1'23      | XCC           | 4         | 2           | 48        | 3.50 GHz           | 2.10 GHz       | 105 MB   | 350 W |
| Max 9470        | Q1'23      | XCC           | 4         | 2           | 52        | 3.50 GHz           | 2.00 GHz       | 105 MB   | 350 W |
| Max 9480        | Q1'23      | XCC           | 4         | 2           | 60        | 3.50 GHz           | 1.90 GHz       | 112.5 MB | 350 W |

## Chip – Baureihen
- 4. Generation Scalable Processors
- Xeon W 34xx Workstation Processors